# فردیناند یوهان ویدمان
فردیناند یوهان ویدمان (آلمانی: Ferdinand Johann Wiedemann; ۳۰ مارس ۱۸۰۵ – ۲۹ دسامبر ۱۸۸۷) زبان‌شناس و گیاه‌شناس آلمانی‌تبار اهل فرمانداری استونی بود. وی در مورد زبان‌های اورالی و بیشتر زبان استونیایی تحقیق کرده‌است.